# 克里姆里奇 (密蘇里州)
克里姆里奇（英語：Cream Ridge）是位於美國密蘇里州利文斯頓縣的鬼鎮。

## 歷史
克里姆里奇的郵局於1868年設立，其後於1893年停運。

## 地理
克里姆里奇所處的海拔為高於海平面227米（即745英呎），而該地所採用的時區為UTC-6，即北美中部時區（CST）。同時該地設有夏令時間，為UTC-6調快一小時，即UTC-5（CDT）。